# Zinho
Crizam César de Oliveira Filho, känd under artistnamnet Zinho, född 17 juni 1967 i Rio de Janeiro, Brasilien, är en brasiliansk fotbolls spelare. Han deltog i det landslag som vann guld i fotbolls-VM 1994.